# I. e. 572
Évszázadok: i. e. 7. század – i. e. 6. század – i. e. 5. század
Évtizedek: i. e. 620-as évek – i. e. 610-es évek – i. e. 600-as évek – i. e. 590-es évek – i. e. 580-as évek – i. e. 570-es évek – i. e. 560-as évek – i. e. 550-es évek – i. e. 540-es évek – i. e. 530-as évek – i. e. 520-as évek
Évek: i. e. 577 – i. e. 576 – i. e. 575 – i. e. 574 –  i. e. 573 – i. e. 572 – i. e. 571 – i. e. 570 – i. e. 569 – i. e. 568 – i. e. 567

## Események
- Az 52. olümpiai játékok
- Békekötéssel véget ér Türosz 13 éves babiloni ostroma.

## Születések
- Anakreón görög költő